# Bella Poarch
Denarie Bautista Taylor Poarch ismertebb nevén Bella Poarch (ejtsd: pɔːrtʃ), filippínó születésű amerikai közösségimédia-személyiség, énekes. Ő a legnépszerűbb TikTok-felhasználó a Fülöp-szigetekről. 2021 májusában adta ki első kislemezét "Build a Bitch" címmel.
2023. február 8-i állás alapján több mint 92,8 millió követője volt a Tiktokon, ezáltal ő a harmadik Khaby Lame és Charli D’Amelio mögött. 2021-ben szerződést írt alá a Warner Recordsszal.

## Élete
1997. február 8-án született a Fülöp-szigeteken. A nagymamája nevelte hároméves koráig, utána örökbefogadták. Apja amerikai, anyja pedig filippínó. Mindketten Szaúd-Arábiában éltek, mielőtt letelepedtek volna a Fülöp-szigetekre. (Apja ugyanis az amerikai hadseregben szolgált, és Szaúd-Arábiában ismerkedtek meg.) Egy interjúban Bella Poarch elmondta, hogy őt is és a testvérét is bántalmazták gyerekkorukban, egészen addig, amíg Poarch be nem lépett a katonaságba.